# مرغ مگس گلوسفید
مرغ مگس گلوسفید (نام علمی: Leucochloris albicollis) یک گونه مرغ‌های مگس از خانوادهٔ مگس‌مرغان است. این تنها عضو از سردهٔ Leucochloris است. در شمال شرق آرژانتین، جنوب شرق برزیل، پاراگوئه و اروگوئه یافت می‌شود. در جنگل‌ها، درختزارها، پارک‌ها و باغ‌ها یافت می‌شود. به‌طور کلی رایج است، و بنابراین توسط انجمن جهانی پرندگان کمترین نگرانی ارزیابی می‌شود.

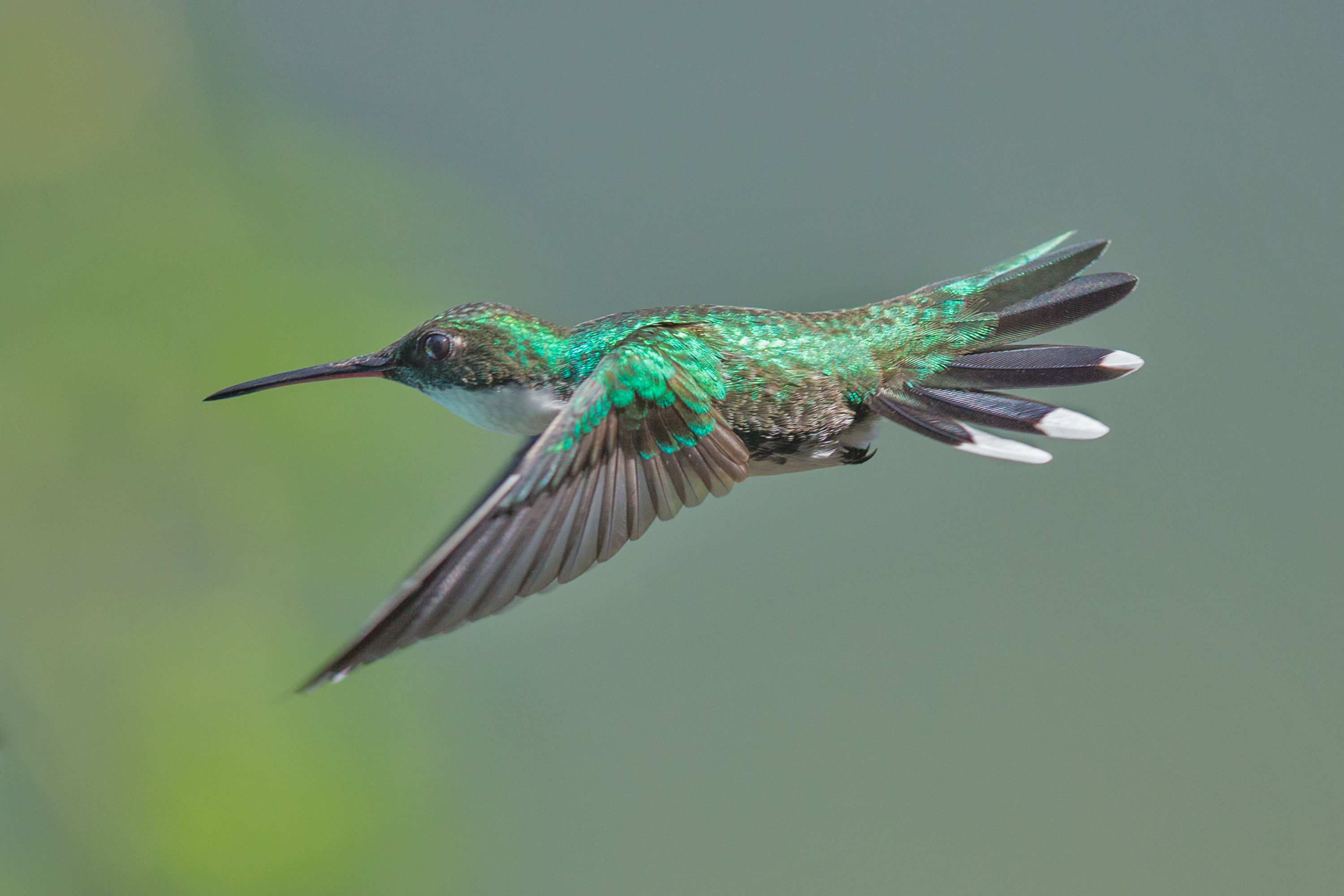
مرغ مگس گلوسفید در پرواز